# Forêt de la Lande
Ne doit pas être confondu avec la forêt des Landes
La Forêt de la Lande, qui s'étend sur deux arrondissements de la Charente-Maritime, est avant tout une vaste pinède, présentant les mêmes caractéristiques que celles du massif forestier de la Double saintongeaise.
Avec une superficie totale évaluée à 5 000 hectares, elle est de fait la troisième plus vaste forêt de Charente-Maritime, se situant après le massif forestier de la Double saintongeaise et la Forêt de la Coubre.

## Situation géographique
La Forêt de la Lande est située dans le sud-ouest du département de la Charente-Maritime, s'étendant sur le canton de Saint-Genis-de-Saintonge et le canton de Mirambeau, dans l'arrondissement de Jonzac, au sud-est, et sur les cantons de Cozes et de Gémozac dans l'arrondissement de Saintes, au nord-ouest. Le massif forestier suit l'orientation géographique de la Seudre en épousant les lignes de force de la géologie et de la tectonique du département.
C'est dans la Forêt de la Lande que se situe le lieu de source de la Seudre, au site du Lycée privé agricole Saint-Antoine dans la commune de Bois. Depuis son lieu de source jusqu'à la partie qui constitue sa haute vallée, le fleuve est bordé de part et d'autre par la pinède qui se prolonge au nord-ouest par le Bois de Valleret. À partir de ce bois, la pinède se maintient exclusivement sur la rive gauche de la Seudre.
Ce massif forestier constitue un secteur géographique particulier où se situent les placages siliceux et sableux aux sols pauvres qui se répètent dans la partie méridionale du département. Ces sols conviennent particulièrement bien aux pins maritimes qui représentent l'essentiel du peuplement forestier.